# Camposampiero
Camposampiero är en ort och kommun i provinsen Padova i regionen Veneto i Italien. Kommunen hade 12 017 invånare (2018).